# Робертсон, Шона
Шо́на Ро́бертсон (англ. Shauna Robertson; 18 декабря 1974, Торонто, Онтарио, Канада) — канадско-американская актриса и кинопродюсер.

## Биография
Шона Робертсон родилась 18 декабря 1974 года в Торонто (провинция Онтарио, Канада), но в 1991 году она переехала в Лос-Анджелес (штат Калифорния, США).
В 1996 году Шона сыграла роль проститутки в фильме «Беспредел в средней школе». В 1999—2008 годах Робертсон спродюсировала 11 фильмов.
С 2012 года Шона замужем за актёром Эдвардом Нортоном, с которым встречалась 7 лет до их свадьбы. У супругов есть сын Атлас (род. в марте 2013).

## Фильмография
- 1999 — Тайна Аляски / Mystery, Alaska (ассоциированный продюсер)
- 2000 — Знакомство с родителями / Meet the Parents (сопродюсер)
- 2003 — Эльф / Elf (продюсер)
- 2004 — Телеведущий: Легенда о Роне Бургунди / Anchorman: The Legend of Ron Burgundy (исполнительный продюсер)
- 2004 — Проснитесь, Рон Бургунди: Потерянный фильм / Wake Up, Ron Burgundy: The Lost Movie (исполнительный продюсер)
- 2005 — Сорокалетний девственник / The 40-Year-Old Virgin (продюсер)
- 2007 — Немножко беременна / Knocked Up (продюсер)
- 2007 — SuperПерцы / Superbad (продюсер)
- 2008 — В пролёте / Forgetting Sarah Marshall (продюсер)
- 2008 — Ананасовый экспресс: Сижу, курю / Pineapple Express (продюсер)